# جولييت أبيا
جولييت أبيا (بالإنجليزية: Juliet Appiah)‏ هي حكمة وضابطة شرطة غانية، ولدت في 29 يوليو 1989.